# Walter Lehmann (Altamerikanist)
Walter Lehmann (* 16. September 1878 in Berlin; † 7. Februar 1939 ebenda) war ein deutscher Altamerikanist.

## Leben und Wirken
Walter Lehmann wurde als Sohn des Geheimen Justizrats Gustav Lehmann und der Johanna Wetzel geboren. Er studierte ab 1898 Naturwissenschaften und Medizin und wurde 1903 zum Dr. med. promoviert. 1903 wurde er wissenschaftlicher Hilfsarbeiter von Eduard Seler am Völkerkunde-Museum in Berlin. Von 1907 bis 1909 reiste er im Auftrag des Museums von Panama nach Mexiko, machte Sprachaufnahmen und ethnographische Beobachtungen. 1910 wurde er Kustos am Völkerkunde-Museum in München. Dort wurde er 1913 in Völkerkunde zum Thema Vokabular der Rama-Sprache nebst grammatischem Abriss promoviert und habilitierte sich 1915 im Fach Amerikanische Sprach-, Volks- und Altertumsstudien. Er wurde 1915 Privatdozent und 1920 außerordentlicher Professor an der Universität München. 
1921 wechselte er als Direktor an das Ethnologische Forschungs- und Lehrinstitut des Museums für Völkerkunde in Berlin-Dahlem. Nach einer Forschungsreise nach Mexiko und Guatemala 1925 und 1926 war er ab 1927 Direktor der afrikanischen, ozeanischen und amerikanische Sammlungen des Berliner Völkerkunde-Museums. Daneben war er Privatdozent an der Universität, wurde aber 1934 vorzeitig pensioniert. Hintergrund waren die Machtübernahme der Nationalsozialisten sowie Kompetenzstreitigkeiten mit seinen Kollegen Konrad Theodor Preuß und Walter Krickeberg am Völkerkundemuseum. Mit seiner Bibliothek zog er in das 1930 gegründete Ibero-Amerikanische Institut, wo er fortan arbeitete. 1934 bis 1936 war Lehmann Gastprofessor in Madrid und betrieb dort Archivstudien. Wegen des Spanischen Bürgerkriegs musste er vorzeitig nach Deutschland zurückkehren, wo er die Herausgabe aztekischer Texte vorbereitete, von denen viele allerdings erst posthum aus seinem Nachlass veröffentlicht wurden.
Lehmann forschte auf den Gebieten indigene Sprachen, Archäologie und Ethnologie Zentralamerikas. 1920 identifizierte er als erster den Tlapanec-Sprachenzusammenhang korrekt. Er war Mitautor der Quellenwerke zur alten Geschichte Amerikas. Ein Teilnachlass von ihm befindet sich im Ibero-Amerikanischen Institut in Berlin. Zu seinen Schülern zählen Henri Lehmann, Manuel Ballesteros Gaibrois und Gerdt Kutscher, der zuletzt Lehmanns Assistent war und nach seinem Tod den Nachlass aufarbeitete und noch unveröffentlichte Texte herausgab.

## Veröffentlichungen
- Die Ueberlagerung der Leber durch das Colon transversum. B. Georgi, Leipzig 1903, zugleich: Dissertation, Leipzig 1903
- Vokabular der Rama-Sprache nebst grammatischem Abriss. Straub, München 1914, zugleich: Dissertation, München 1913
- Über die Stellung und Verwandtschaft der Subtiaba-Sprache der Pazifischen Küste Nicaraguas und über die Sprache von Tapachula in Südchiapas: Unger, Berlin 1915; zugleich: Habilitationsschrift, München 1915
- Ergebnisse einer Forschungsreise in Mittelamerika und Mexico, 1907–1909. In: Zeitschrift für Ethnologie. Band 42, S. 687–749, Berlin
- Zentral-Amerika. Band 1: Die Sprachen Zentral-Amerikas in ihren Beziehungen zueinander sowie zu Süd-Amerika und Mexiko. 2 Teilbände, Reimer, Berlin 1920
- mit Heinrich Doering: Kunstgeschichte des alten Peru. Wasmuth, Berlin 1924
- Ausstellung altamerikanischer Kunst. Veranstaltet von den Staatlichen Museen in Gemeinschaft mit der Preussischen Akademie der Künste und dem Ibero-Amerikanischen Institut [Dezember 1931 bis Januar 1932]. Schaal, Berlin 1931
- Aus den Pyramidenstädten in Alt-Mexiko. Reimar Hobbing, Berlin 1933
- Die Geschichte der Königreiche von Colhuacan und Mexico (= Quellenwerke zur alten Geschichte Amerikas, Band 1). Kohlhammer, Stuttgart und Berlin 1938; 2. Auflage herausgegeben von Gerdt Kutscher, Kohlhammer, Stuttgart [u. a.] 1974, ISBN 3-17-228011-X
- Bernardino de Sahagún; Walter Lehmann (Übersetzung); Gerdt Kutscher (Hrsg.): Sterbende Götter und christliche Heilsbotschaft. Wechselreden indianischer Vornehmer und spanischer Glaubensapostel in Mexiko 1524 (= Quellenwerke zur alten Geschichte Amerikas, Band 3). Kohlhammer, Stuttgart 1949 (mit Porträt)
- Domingo de San Anton Muñon Chimalpahin Quauhtlehuanitzin; Walter Lehmann und Gerdt Kutscher (Übersetzung): Das Memorial breve acerca de la fundacion de la ciudad de Culhuacan und weitere ausgewählte Teile aus den „Diferentes historias originales“ (Ms. mexicain No. 74, Paris.) (= Quellenwerke zur alten Geschichte Amerikas, aufgezeichnet in den Sprachen der Eingeborenen, Band 7). Kohlhammer, Stuttgart 1958
- Walter Lehmann und Gerdt Kutscher (Übersetzung und Erläuterung); Günter Vollmer (Einleitung): Geschichte der Azteken. Codex Aubin und verwandte Dokumente (= Quellenwerke zur alten Geschichte Amerikas aufgezeichnet in den Sprachen der Eingeborenen, Band 13). Mann, Berlin 1981, ISBN 3-7861-3019-1
- Gertrud Schumacher de Peña: El vocabulario mochica de Walter Lehmann 1929, comparado con otras fuentes léxicas. Instituto de Investigación de Lingüística Aplicada (CILA) UNMSM, Lima 1991, 56 Seiten.